# Richard Dawson (színművész)
Richard Dawson, született Colin Lionel Emm (Gosport, 1932. november 20. – Los Angeles, 2012. június 2.) brit születésű amerikai színész, humorista és Daytime Emmy-díjas televíziós műsorvezető.
Emlékezetesebb televíziós alakításai voltak a Hogan's Heroes című szituációs komédia szereplőjeként, a Match Game kvízműsor rendszeres versenyzőjeként, valamint a  Family Feud című vetélkedő házigazdájaként.
A mozivászonról leginkább A menekülő ember című sci-fi akciófilm negatív szerepében ismert.

## Fiatalkora
Colin Lionel Emm néven született az angol Hampshire megyében található Gosportban, 1932. november 20-án. Édesapja, Arthur Emm költöztető furgon vezetésével kereste kenyerét, édesanyja, Josephine tölténygyárban dolgozott. A második világháború kitörése után, a német bombázások miatt bátyjával, Johnnal együtt Londonhoz viszonylag közeli lakóhelyükről vidékre küldték.
14 évesen megszökött otthonról és – életkoráról hazudva – csatlakozott a brit kereskedelmi tengerészethez (1947–1950). Itt sikeres amatőr ökölvívó karrierbe kezdett, a hajón vívott meccseivel komoly pénzösszegeket keresve. Három év után Londonban pincéri, majd stand-up komikusi pályára lépett, ekkor változtatta meg nevét is.

## Halála
A Los Angeles-i Ronald Reagan UCLA Medical Center kórházban hunyt el nyelőcsőrákban, 2012. június 2-án, 79 éves korában.

## Filmográfia

### Film
| Év   | Magyar cím        | Eredeti cím         | Szerep                    | Megjegyzések                                 |
| ---- | ----------------- | ------------------- | ------------------------- | -------------------------------------------- |
| 1962 | A leghosszabb nap | The Longest Day     | brit katona               | stáblistán nincs feltüntetve                 |
| 1963 |                   | Promises! Promises! | ismeretlen szerep         | stáblistán nincs feltüntetve                 |
| 1965 | Patkánykirály     | King Rat            | Weaver                    |                                              |
| 1966 |                   | Out of Sight        | ügynök                    | stáblistán nincs feltüntetve                 |
| 1966 |                   | Munster, Go Home!   | Joey                      |                                              |
| 1968 | Piszkos osztag    | The Devil's Brigade | Hugh MacDonald közlegény  |                                              |
| 1973 |                   | Treasure Island     | Long John Silver (hangja) |                                              |
| 1987 | A menekülő ember  | The Running Man     | Damon Killian             | utolsó filmszerepe magyar hangja Gruber Hugó |

### Televízió

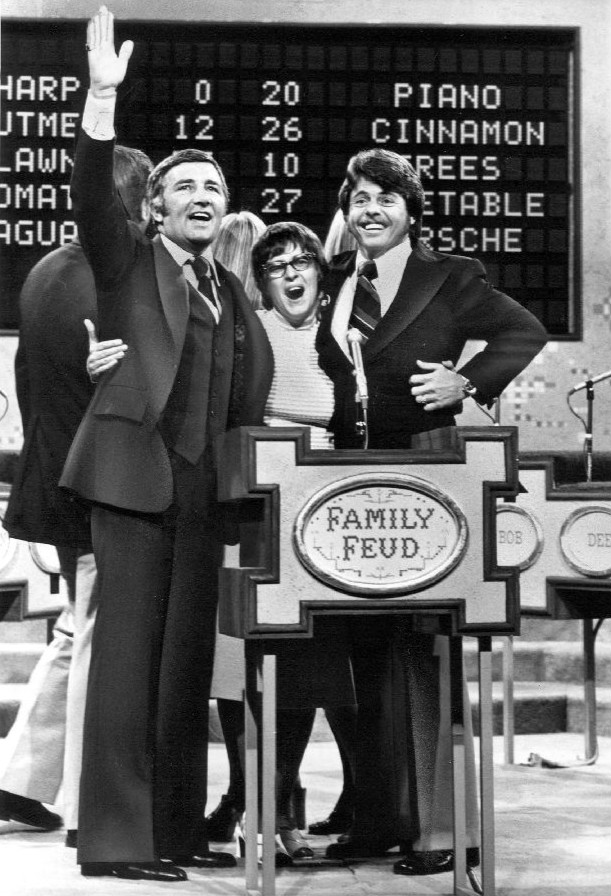
Dawson (balra) a Family Feud vetélkedő versenyzőivel (1976)

| Év        | Cím                                 | Szerep                               | Megjegyzések                 |
| --------- | ----------------------------------- | ------------------------------------ | ---------------------------- |
| 1963      | The Jack Benny Program              | férfi a nézőközönségben              | 1 epizód                     |
| 1963      | The Dick Van Dyke Show              | Tracy Rattigan                       | 1 epizód (Dick Dawson néven) |
| 1964      | Végtelen határok (The Outer Limits) | Oliver Fair                          | 1 epizód (Dick Dawson néven) |
| 1964      | The Alfred Hitchcock Hour           | Robert Johnson                       | 1 epizód (Dick Dawson néven) |
| 1965–1971 | Hogan's Heroes                      | Peter Newkirk tizedes                | 168 epizód                   |
| 1967      | Mr. Terrific                        | Max                                  | 1 epizód                     |
| 1970      | McCloud                             | Ted Callender                        | 1 epizód                     |
| 1970–1973 | Rowan & Martin's Laugh-In           | állandó szereplő                     | 58 epizód                    |
| 1971–1972 | Love, American Style                | Rick Jagmund / Danny / Melvin Danger | 3 epizód                     |
| 1972      | Wait Till Your Father Gets Home     | Claude (hangja)                      | 1 epizód                     |
| 1973–1974 | The New Dick Van Dyke Show          | Richard Richardson                   | 7 epizód                     |
| 1973–1978 | Match Game                          | résztvevő                            | 1279 epizód                  |
| 1974–1975 | Masquerade Party                    | házigazda                            |                              |
| 1975      | The Odd Couple                      | önmaga                               | 1 epizód                     |
| 1975      | McMillan and Wife                   | Roger Stambler                       | 1 epizód                     |
| 1976–1995 | Family Feud                         | házigazda                            | 2334 epizód                  |
| 1978      | Fantasy Island                      | Harry Beamus                         | 1 epizód                     |
| 1978      | Szerelemhajó (The Love Boat)        | Bert Buchanan                        | 1 epizód                     |
| 1978      | How to Pick Up Girls!               | Chandler Corey                       | tévéfilm                     |
| 1979      | Bizarre                             | házigazda                            | próbaepizód                  |
| 2000      | TV's Funniest Game Shows            | narrátor                             |                              |

## Fordítás
- Ez a szócikk részben vagy egészben  a   Richard Dawson című angol Wikipédia-szócikk ezen változatának fordításán alapul.  Az eredeti cikk szerkesztőit annak laptörténete sorolja fel. Ez a jelzés csupán a megfogalmazás eredetét és a szerzői jogokat jelzi, nem szolgál a cikkben szereplő információk forrásmegjelöléseként.